# ケーンドゥジャル

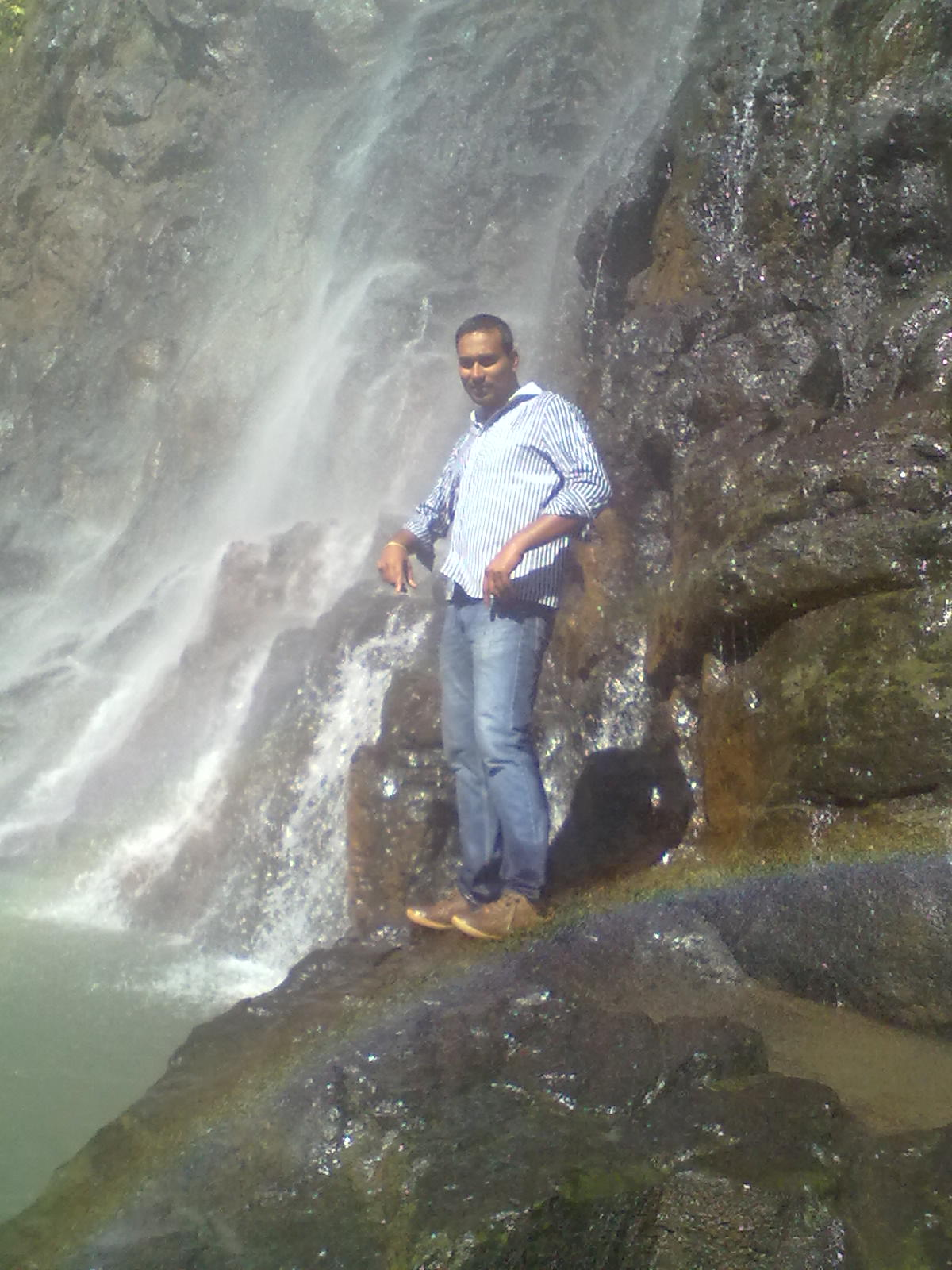
ケーンドゥジャルの滝

ケーンドゥジャル（オリヤー語：କେନ୍ଦୁଝର、Kendujhar）は、インドのオリッサ州、ケーンドゥジャル県の都市。ケーオーンジャル（Kheonjhar）とも呼ばれる。

## 歴史
1804年、ケーンドゥジャルの領主はイギリスと軍事保護条約を締結し、イギリス従属化の藩王国となった。
1857年、インド大反乱が発生すると、ケーンドゥジャル藩王国はイギリスに味方して鎮圧に尽力した。

## 人口
2001年の人口統計では1,802,777 人。